# تتسویا ایتو
تتسویا ایتو (انگلیسی: Tetsuya Ito؛ زادهٔ ۱ اکتبر ۱۹۷۰) بازیکن فوتبال اهل ژاپن است.
از باشگاه‌هایی که در آن بازی کرده‌است، می‌توان به باشگاه فوتبال یوکوهاما مارینوس، باشگاه فوتبال سانفریس هیروشیما، و باشگاه فوتبال توکیو اشاره کرد.